# Riccardo Filippi
Riccardo Filippi (Ivrea, 25 gennaio 1931 – Lessolo, 21 aprile 2015) è stato un ciclista su strada e pistard italiano.
Professionista dal 1953 al 1960, fu campione del mondo dilettanti a Lugano nel 1953, e vincitore di tre Trofei Baracchi.

## Carriera
Nel 1953 Filippi vinse il suo primo Trofeo Baracchi. Lo stesso anno vinse il campionato del mondo dilettanti su strada a Lugano, un giorno prima della vittoria di Fausto Coppi nei professionisti. I due gareggiarono con la stessa bicicletta biancoceleste, la Bianchi.
Alla fine del 1953 diventò professionista e gareggiò al fianco di Coppi con cui vinse altri due Trofei Baracchi. La sua carriera finì nel 1960 a soli 29 anni.

## Palmarès

### Strada
- 1953 (Bianchi - Pirelli, due vittorie)

Campionati del mondo, Corsa in linea Dilettanti
Trofeo Baracchi (con Fausto Coppi)
- 1954 (Bianchi - Pirelli, una vittoria)

Trofeo Baracchi (con Fausto Coppi)
- 1955 (Bianchi - Pirelli, una vittoria)

Trofeo Baracchi (con Fausto Coppi)

#### Altri successi
- 1954 (Bianchi - Pirelli)

1ª tappa Giro d'Italia (Palermo > Monte Pellegrino, cronosquadre)

### Pista
- 1955

Sei giorni di Torino
- 1956

Sei giorni di Alessandria

## Piazzamenti

### Grandi Giri
- Giro d'Italia

1954: ritirato
1955: 37º
1956: 25º
1957: ritirato
1958: ritirato (9ª tappa)

### Classiche monumento
- Milano-Sanremo

1954: 13º
1955: 17º
1956: 99º
1957: 74º
1958: 10º
Parigi-Roubaix
1954: 24º
1958: 37º
Giro di Lombardia
1954: 27º
1955: 11º

### Competizioni mondiali
- Campionati del mondo

Lugano 1953 - In linea Dilettanti: vincitore